# Замок Валансе
За́мок Валансе́ (фр. Château de Valençay) — французький замок, пам'ятка архітектури, частина Всесвітньої спадщини ЮНЕСКО. Хоча географічно замок розташований в історичній провінції Беррі, архітектурно він пов'язаний із замками долини Луари на заході. Належав родинам д'Етампів і Талейранів, був резиденцією видатного дипломата і політика Шарля Моріса де Талейрана. Розташований в однойменному муніципалітеті в департамент Ендр.

## Історія
Перший замок на місці сучасного замку Валансе був зведений у XII столітті, лицарем Готьє, сеньйором Валансе. Пізніше, за шлюбним контрактом, замок перейшов до родини Шалон-Тоннер та був реконструйований.
У середині XV століття замок переходить у власність родини д'Етамп, яка звела сучасну будівлю замку. Будівництво почалося у 1540 році. Жак д'Етамп, перший з д'Етампів власник замку, повністю зніс стару будівлю та заклав новий фундамент. Намагаючись наслідувати сусідній замок Шамбор, д'Етамп зводить центральний павільйон — символічний донжон — у ренесансному стилі, увінчаний короною з машикулів. Ім'я архітектора не залишилося в історичних документах, припускають, що це був Філібер Делорм або Жан д'Еспін.
На початку XVII століття будівельні роботи продовжує Домінік д'Етамп. Він збудував західне крило, що виходить у парк, та східне крило, де розташовувалися службові приміщення. Подвір'я замку було закрите з боку долини арковою стіною, що пов'язувала два крила. Інтер'єри оформляли відомі художники, зокрема, Блезуа Жан Моньє.
У 1719 році родина д'Етамп, через сімейні негаразди та чвари, була змушена продати замок шотландському фінансисту Джону Ло. Пізніше замком володіла родина Шомон де ла Мільєр, проте вже у 1766 році садибу купує генерал Шарль Лежандр де Вільморьєн. Він реставрував старі будівлі та почав нове будівництво: зніс східне крило та аркову стіну з метою відкрити вид на місто. Близько 1770 року було перебудоване і західне крило у зв'язку із будівництвом південної вежі, звернутої у бік долини.
У 1802 році син генерала Лежандра продав замок дипломату Шарлю де Талейрану, який, за наказом Наполеона, мав зробити з нього резиденцію для прийому іноземних послів. Зокрема, тут провів шість років (з 1808 по 1813 рік) позбавлений влади іспанський король Фердинанд VII. Замок був проданий за 1,6 млн франків, причому частину грошей вніс особисто Наполеон. У 1810 році в замку відкрився театр, тут грали найвідоміші актори того часу, а декорації частково привозилися з Парижа. У 1806 році за наказом Талейрана парк навколо замку перепланували в англійському стилі, тут з'явилися різноманітні павільйони, китайський місток, лабіринт, алеї з хвойних дерев тощо.
Період, коли замком Валансе володів Талейран, стали золотим віком в історії садиби. Тут працював найвідоміший із слуг Талейрана, кухар Марі-Антуан Карем, творець високої кухні. Замок відвідували друзі Талейрана, відомі особистості тих часів: герцог Орлеанський, графиня Тишкевич, князь де Лаваль, Оноре де Бальзак, Жорж Санд та інші. Після своєї смерті у 1838 році, Талейран був похований у невеликій каплиці в замковому парку. Замок він заповів внучатому племінникові, Луї де Талейран-Перигору, який від короля Карла X отримав титул герцога де Валансе.
Під час Другої світової війни принц Талейран укривав у замку такі скарби Лувра, як Венера Мілоська та Ніка Самофракійська, адже номінально він був герцогом Саган та медіатизованим німецьким підданим, тому не підпадав під обшуки гестапо. Останній нащадок Талейрана помер у 1952 році. Він заповів замок Валансе своєму пасинкові, який, своєю чергою, у 1979 році продав його асоціації історичних замків Франції. Замок став туристичним атракціоном, тут відкрився музей старовинних автомобілів, а в парку оселилися лами, павичі та інші екзотичні тварини.

## Архітектура
Замок Валансе розташований на крає плато, на березі невеликої річки Наон (фр. Nahon). Він був зведений у стилі французького Відродження та пізніше перебудований у стилі класицизму. Від будівлі XVI століття у майже незмінному вигляді залишилися лише велика кругла вежа на західному куті, увінчана куполом, та центральний об'єм, зведений у формі стилізованого донжона із стрункими вежами на кожному з кутів. Декор замку належить до класицистичного стилю: доричний ордер на першому поверсі, іонічний — на другому та коринфський — на третьому. Саме це відрізняє Валансе від інших зразків французького класицизму. Внутрішній двір оточений аркадною галереєю. Західне крило з мансардним дахом належить до XVII століття.
Інтер'єри замку сплановані за анфіладним принципом та пишно декоровані у стилі ампір. В замку близько ста кімнат, з яких чверть — це апартаменти Шарля де Талейрана. Також збереглася кімната короля Фердинанда VII. У західному крилі розташований музей Талейрана.
Площа замкового парку становить близько 40 гектарів, не рахуючи виноградників.